# Might and Magic: Heroes VII
Might and Magic: Heroes VII – strategiczna gra turowa stworzona przez Limbic Entertainment. Została wydana 29 września 2015 roku na systemy Windows. Gra korzysta z silnika Unreal Engine 3.

## Rozgrywka
Heroes VII to strategiczna gra turowa. Wszystkie podstawowe mechaniki są podobnej do poprzednich odsłon z serii. W grze zawarto sześć frakcji. Każdy gracz posiada swoje miasta, które może rozbudowywać. Kupienie nowych budynków lub jednostek wymaga odpowiedniej ilości surowców. Bohater przemieszczając się po mapie może znaleźć skarby, złoża surowców i neutralne jednostki. Podczas walk gra przenosi się do mapy bitewnej podzielonej na kwadratowe pola, a jednostki poruszają się w systemie turowym. W grze dostępny jest edytor map.

## Odbiór
Redaktor Gry-Online, Krzysztof „Draug” Mysiak skrytykował oprawę graficzną i animacje postaci. Określił je jako gorsze od tych z Heroes VI. Mieszane uczucia wzbudziły dwuwymiarowe ekrany miast, które przypominają gry przeglądarkowe. Inną bolączką gry okazały się problemy techniczne. Liczba klatek na sekundę jest niska na wydajnym sprzęcie, a ekrany wczytywania zbyt długie. Recenzent czasopisma „CD-Action”, Grzegorz „Krigor” Karaś docenił poprawione, w stosunku do poprzednich części gry, aspekty związane z zarządzaniem surowcami i rozbudową zamków, a także system rozwoju bohaterów. Za najlepszy element uznał konieczność starannego planowania taktyki w bitwach. Zdecydowanie skrytykował liczne błędy techniczne, objawiające się m.in. błędną liczbą jednostek armii gracza i brakiem możliwości użycia artefaktu, wpływającym na strategię. Ocenił grę na 6+/10.